# Wolfgang Bengs
Wolfgang Bengs (* 18. Juni 1942) ist ein ehemaliger deutscher Fußballspieler. In der DDR-Oberliga, der höchsten Spielklasse im DDR-Fußball, spielte er zwischen 1968 und 1973 für die BSG Stahl Riesa. Danach war er bei mehreren Zweitligamannschaften als Übungsleiter tätig.

## Sportliche Laufbahn
Bis 1968 spielte Wolfgang Bengs bei der Betriebssportgemeinschaft (BSG) Stahl Brandenburg, wo er bereits als Nachwuchsspieler aktiv gewesen war. In seiner letzten Brandenburger Saison wurde er 26-jährig Bezirksmeister. Zur Saison 1968/69 wechselte er zur BSG Stahl Riesa, die gerade in die DDR-Oberliga aufgestiegen war. Dort fand er als Abwehrspieler sofort einen Stammplatz, er bestritt 22 der 26 Oberligaspiele. Bis 1971 behielt Bengs seinen Platz in der Stammelf, musste aber nach dem fünften Oberligaspieltag der Saison 1971/72 mehrfach pausieren und kam so nur auf fünfzehn Punktspieleinsätze. Nach dieser Saison musste Stahl Riesa wieder in die DDR-Liga absteigen, schaffte aber umgehend den Wiederaufstieg. Daran war auch der wieder voll einsatzfähige Bengs beteiligt, der 19 der 22 Ligaspiele und alle acht Aufstiegsspiele bestreiten konnte. Für die Spielzeit 1973/74 hatte Stahl Riesa Bengs zwar noch für die Oberligamannschaft nominiert, mit ihr kam er allerdings nur noch am achten Spieltag für eine Halbzeit zum Einsatz. Nach zehn Punktspielen für die zweite Mannschaft der BSG Stahl in der DDR-Liga musste Bengs seinen anhaltenden Kniebeschwerden Tribut zollen und beendete nach 85 Oberligaspielen und 29 Spielen in der DDR-Liga seine Laufbahn als Leistungssportler. Er betätigte sich anschließend als Übungsleiter zunächst von 1976 bis 1980 beim DDR-Ligisten Motor Babelsberg. Dort sprang er in der Saison 1979/80 für zwei Ligaspiele noch einmal als Spieler ein, konnte aber auch so den Abstieg nicht vermeiden. Bengs wechselte daraufhin zum DDR-Liga-Aufsteiger Motor Süd Brandenburg, mit dem er aber den Klassenerhalt nicht schaffte. Nachdem er anschließend die Glindower BSG Eintracht in der drittklassigen Bezirksliga übernommen hatte, kehrte er auch später nicht mehr in den höherklassigen Fußball zurück.